# راوز ران (پنسیلوانیا)
راوز ران (به انگلیسی: Rowes Run) یک منطقهٔ مسکونی در ایالات متحده آمریکا است که در پنسیلوانیا واقع شده‌است. راوز ران ۳٫۲ کیلومتر مربع مساحت و ۵۶۴ نفر جمعیت دارد و ۲۹۸٫۷۱ متر بالاتر از سطح دریا واقع شده‌است.